# Unín (okres Skalica)

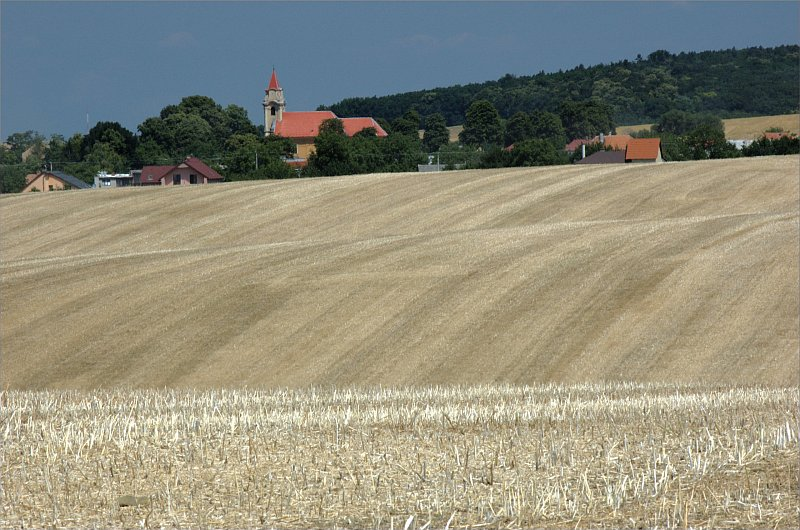

Unín, Hongaars: Nagyúny, Duits: Unin, is een gemeente in het westen van Slowakije in de regio Trnava. Unín telde 1180 inwoners op 31 december 2023. Het grondgebied van de gemeente is niet aaneengesloten, er ligt een enclave 12 km verder naar het westen tegen de grens met Tsjechië aan.